# Хаджі-паша
Хаджі-паша — османський державний діяч. Був третім великим візиром Османської імперії з 1348 по 1349 роки. Про нього залишилося дуже мало відомостей, відомо лиш те, що він  обіймав посаду великого візира.

## Життєпис
Хаджі-паша був турком за національністю, дату народження невдалося встановити, можна припустити, що він конкурував за посаду візира із Нізамуддіном Ахмедом-пашою, ба більше люто ненавидів його тому вони часто сварились